# Susan Dey
Susan Dey (Pekin (Illinois), Estados Unidos de América, 10 de diciembre de 1952) es una actriz estadounidense conocida especialmente por sus apariciones en televisión.

## Biografía
Hija de Ruth Doremus, fallecida cuando Susan contaba tan solo ocho años, y Robert Smith Dey, editor del periódico Standard-Star. Fue alumna de la Escuela Elemental de Columbus en Thornwood (Nueva York), y más tarde se graduó en la Fox Lane High School de Bedford (Nueva York).
Se inició profesionalmente como modelo. Su primera gran oportunidad le llega a los 17 años, cuando, sin contar con experiencia interpretativa previa, es seleccionada para dar vida al personaje de Laurie Partridge en la popular serie de televisión The Partridge Family entre 1970 y 1974. 
Su debut en la gran pantalla se produce en 1972 con la película Skyjacked protagonizada por Charlton Heston. Otros títulos posteriores incluyen First Love, junto a William Katt y Looker (1981), con Albert Finney.
En 1977 regresa a televisión para protagonizar la sitcom Loves Me, Loves Me Not. 
En 1978 en la miniserie de Little women, Mujercitas (dirigida por David Lowell)
Su otro gran éxito televisivo fue el personaje de Grace Van Owen en la serie L.A. Law (1986-1992), que le valió un Globo de Oro a la mejor actriz protagonista en una serie dramática, así como tres nominaciones a los Premios Emmy.
En la temporada 1992-1993 protagonizó la serie Love & War.
Con posterioridad se fue retirando paulatinamente de la interpretación.